# 鳎亚目
鰨亞目（學名：Soleoidei）為輻鰭魚綱鰈形目的其中一個亞目，包括所有俗稱鰨沙魚（也讹作“撻沙魚”）的品種。大多为底层海鱼类。西太平洋及印度洋热带泥沙底海区分布较多；在温带纬度愈高种类愈少。少数能进入淡水；终生生活淡水内者更少。

## 分類
鳎亚目包括有以下三個科：
- 鰨科(Soleidae)
- 無臂鰨科(Achiridae)
- 舌鰨科(Cynoglossidae)

亦有分類建议把鰨亞目的三個科併入鰈亞目以组成高一层的单系群。